# Kata Ivanković
Kata Ivanković (Tavankut, 18. kolovoza 1925. – Subotica 12.ožujka 2017) je hrvatska pjesnikinja iz Bačke.
Rodila se kao Kata Stantić u bačkom selu Tavankutu u mnogočlanoj obitelji.
Njeguje pisanje "kraljičkih pisama". Pjesme je objavljivala u Bačkom klasju, Subotičkoj Danici i u katoličkom časopisu Zvoniku, kao i u zbirkama s pjesničkih susreta Lira naiva, na kojima je redovno sudjelovala od početka te u Glasilu Vicepostulature sluge Božjega o. Gerarda Tome Stantića „Otac Gerard".
Sin Josip Ivanković je kulturno-politički djelatnik vojvođanskih Hrvata i najmlađi među utemeljiteljima DSHV-a.

## Djela
- Ruku mira pružam svima, 1995.

Pjesme joj se često izvode na prigodnim svečanostima u crkvama u Subotici i u marijanskom svetištu Bunarić.